# Gelis agilis
Gelis agilis is een insect dat behoort tot de orde vliesvleugeligen (Hymenoptera) en de familie van de gewone sluipwespen (Ichneumonidae). Hij kreeg zijn wetenschappelijke naam van Fabricius in 1775.
Deze sluipwesp heeft geen vleugels en lijkt op een mier. De eitjes worden op een gastheer gelegd, net als andere sluipwespen doen. Gelis agilis is daarbij niet erg kieskeurig; ze zijn ook afhankelijk van wat ze lopend kunnen bereiken.
Dat het een sluipwesp is, kun je zien aan zijn lange voelsprieten en de uitstekende legboor van het vrouwtje. Maar je moet goed kijken, want hij lijkt sterk op de zwarte wegmier Lasius niger, het bekende miertje dat onder stoeptegels woont. Hij beweegt ook als een mier, en kortgeleden (2015) is aangetoond dat ze ook een mieren-alarmgeur (alarmferomoon, sulcaton) kunnen produceren, waardoor wolfspinnen ze met rust laten. Mieren roepen daarmee de hulp van hun soortgenoten in, zodat de spin bang zal zijn voor een tegenaanval door een overmacht.